# Norder Eisenhütte
Die Norder Eisenhütte ist ein ehemaliges Eisenwerk an der heutigen Osterstraße im Stadtteil Ekel der ostfriesischen Stadt Norden. Zu Spitzenzeiten hatte das Unternehmen rund 200 Beschäftigte.

## Geschichte
Der westfälische Unternehmer Julius Meyer gründete die Eisenhütte 1848. Als Standort wählte er wegen der günstigen Schiffsanbindung mit England und den dadurch einfachen Zugang zu Rohstoffen die Stadt Norden in Ostfriesland aus. In den Folgejahren wurde die Eisenhütte zu einem der wichtigsten Unternehmen im Kachelofenbau Deutschlands. Neben den Hauptabsatzgebieten Hannover, Lüneburger Heide, Schleswig-Holstein, Mecklenburg und Hamburg belieferte die Eisenhütte auch Abnehmer in Holland, Dänemark, Mexiko und Ägypten. 1866 wurde Ostfriesland mit der Annexion des Königreichs Hannover wieder preußisch. Ostfriesland wurde damit Teil des Deutschen Zollvereins, was hohe Zölle auf Eisen und Kohle aus England mit sich brachte. Gleichzeitig stieg das Ruhrgebiet zu einem der führenden Industriezentren Deutschlands auf. Ein Trend, der sich insbesondere nach dem Deutsch-Französischen Krieg 1870/71 beschleunigte. Der Standort Norden geriet dadurch immer mehr an die Peripherie, was eine Verschiebung der Frachtströme mit sich brachte.
In den Folgejahren hatte das Unternehmen mehrere Eigentümer, ehe es 1927 pleite war. Der Norder Unternehmer Popke Fegter erwarb die Eisenhütte gemeinsam mit Senator Carl Stegmann und Direktor Wilhelm Landmann im April 1927. Nachdem er über Göring gespottet hatte, geriet Fegter in den Fokus der nationalsozialistischen Verfolgungsmaßnahmen. Zeitweise war er inhaftiert. 1936 enteigneten ihn die Machthaber. In den Folgejahren wurde die Eisenhütte durch einen Beauftragten geführt. Die anderen Mitglieder der Familie Fegter blieben Anteilseigner, Sohn Georg Geschäftsführer.
Während der Zeit des Nationalsozialismus befand sich auf dem Firmengelände das Gemeinschafts- und Arbeitslager Eisenwerke. Die ersten Insassen waren Polen und vermutlich Zwangsarbeiter. Ab Mai 1944 waren auch Franzosen in dem Lager, das aus einem Steingebäude mit Tages- und Nachtraum sowie ehemaligen Lagerräumen der Norder Eisenhütte bestand, untergebracht.
Nach dem Krieg investierten die Eigentümer ab 1950 in neue Maschinen, um die Produktionskosten zu senken. Um wirtschaftlich breiter aufgestellt zu sein, nahm das Unternehmen in dieser Zeit neben dem Tagesgeschäft Auftragsarbeiten an und fertigte Fensterrahmen aus Gusseisen.
Der letzte Alleininhaber der Eisenhütte war der Kaufmann W. Kutz, der das Werk 1969 aufgeben musste. An der Stelle des Eisenwerks steht heute ein Einkaufszentrum.